# 東女國
東女國，又稱蘇毗國或唐旄国，古代女國名，是母系社會，位於青藏高原，約存於中國南北朝至唐代。
東女國南北長約800公里（22天的行程），東西約360公里（9天的行程）。境內設有女王、副女王，由族群内的“賢女”擔當，女王住在九層的碉樓，百姓住四五層的碉樓。《舊唐書》卷197《南蠻西南蠻傳》記載：“東女國，西羌之別種，以西海中復有女國，故稱東女焉。俗以女為王。東與茂州、項接，東南與雅州接，界隔羅女蠻及白狼夷。”

## 历代国王
- 蘇毗末羯（6世纪末）[1]
- 达甲瓦（7世纪）[2]
- 弃邦孙（7世纪）[2]
- 湯滂氏（7世纪初）[3]
- 斂臂（7世纪末）[3]
- 俄琰儿（7世纪末）[3]
- 趙曳夫（8世纪中期）[3]
- 汤立悉（8世纪末）[3]

## 延伸阅读
[在维基数据编辑]
 《欽定古今圖書集成·方輿彙編·邊裔典·東女部》，出自陈梦雷《古今圖書集成》
 《舊唐書·卷197》，出自刘昫《舊唐書》
 《新唐書·卷221上》，出自《新唐書》